# Breznički Hum
Breznički Hum es un municipio de Croacia en el condado de Varaždin.

## Geografía
Se encuentra a una altitud de 167 m s. n. m. a 54 km de la capital nacional, Zagreb.

## Demografía
En el censo 2011, el total de población del municipio fue de 1 337 habitantes, distribuidos en las siguientes localidades:
- Breznički Hum -  488
- Butkovec - 197
- Krščenovec - 112
- Radešić - 213
- Šćepanje - 327

| Gráfica de población de Breznički Hum 1857-2011                     |
|                                                                     |
| Según los censos de población de la oficina estadística de Croacia. |